# 施圖爾茨哈恩山
47°36′28″N 14°01′26″E / 47.607778°N 14.023889°E

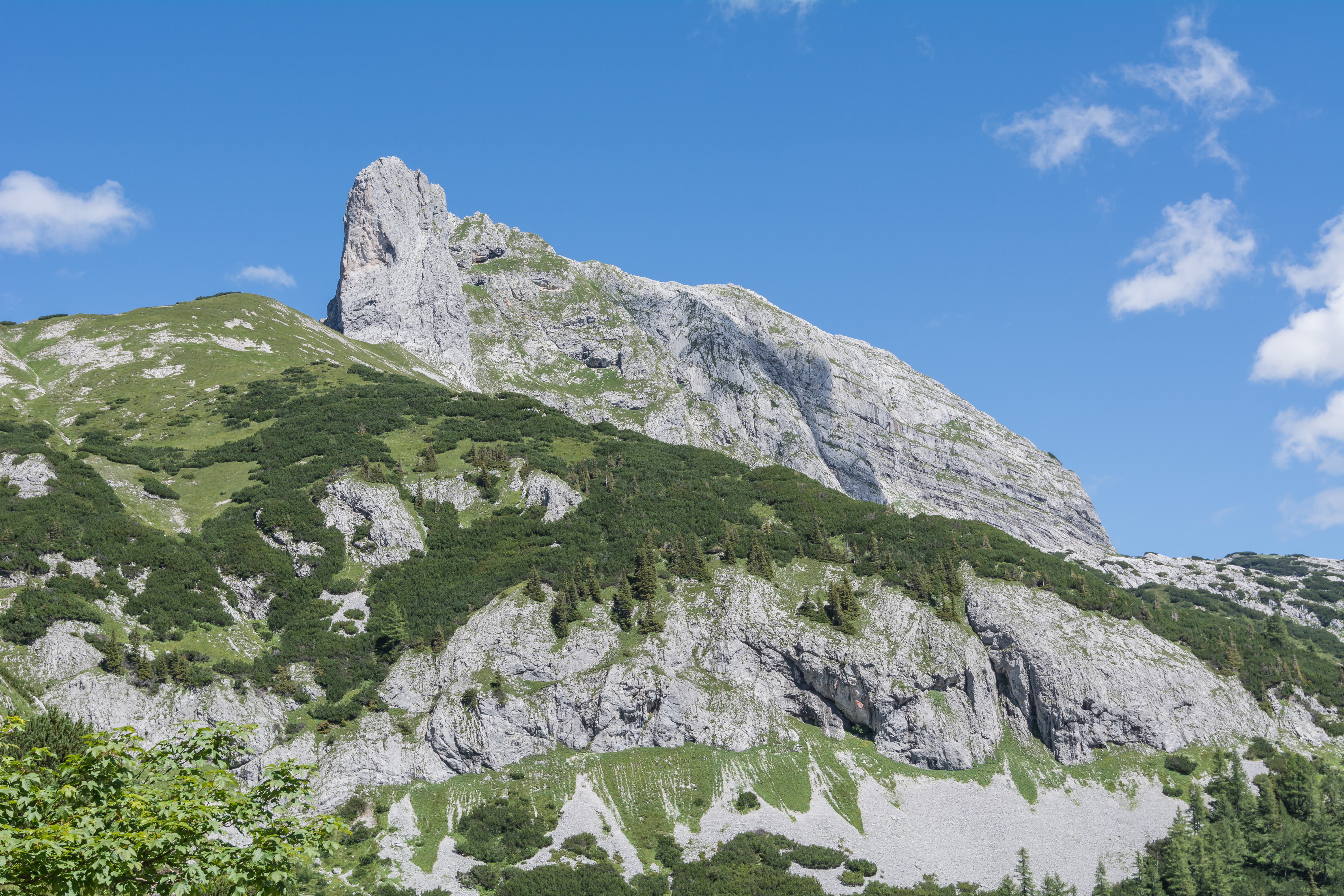

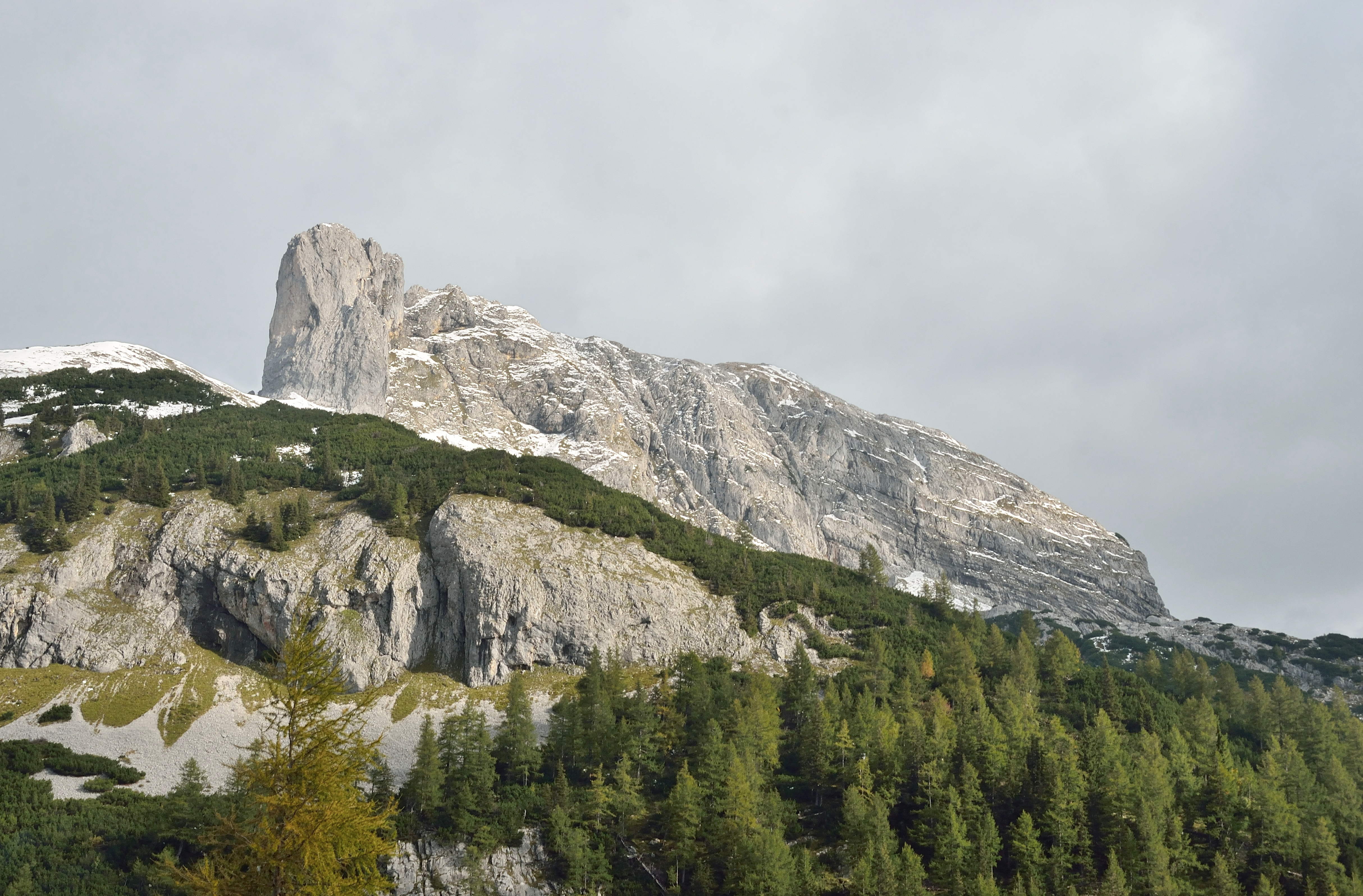

施圖爾茨哈恩山（德語：Sturzhahn），是奧地利的山峰，位於該國東南部，由施泰爾馬克州負責管轄，屬於托特斯山脈的一部分，處於大特拉格爾山西南面，海拔高度2,028米。